# Nature morte au saumon, au citron et contenants en cuivre
La Nature morte au saumon, au citron et contenants en cuivre (Bodegón: un trozo de salmón, un limón y tres vasijas) est une peinture à l'huile sur toile de Luis Meléndez, peintre rococo espagnol. Datée de 1772, année où l'auteur sollicita d'être peintre du roi (faveur qui ne lui fut pas octroyée), cette nature morte mesure 42 × 62 cm. C'est l'une des œuvres les plus connues du Musée du Prado de  Madrid. Elle provient de la collection royale d'Aranjuez.

## Description
Cette nature morte représente une tranche de saumon frais, d'un rose intense, et un citron à droite sur le plateau lisse d'une table de bois ; derrière la tranche de saumon se trouvent deux contenants de cuivre (pot et bassine) aux reflets brillants et une cruche en poterie de Valdeverdeja, avec un morceau de céramique en guise de couvercle (tejoleta) dont dépasse le manche d'une louche. Meléndez cultive ici sa spécialité, la nature morte, thème artistique prisé de la tradition picturale espagnole depuis le début du XVIIe siècle.
Cette nature morte est considérée comme le pendant de la Nature morte aux dorades et oranges du Musée du Prado.

## Expositions
Ce tableau a été présenté au public à l'exposition d'art espagnol de Tokyo-Kyoto de 1970 (no 93) ; à l'exposition Nature morte de Brueghel à Soutine de Bordeaux de 1978 (no 120) ; à Paris, à l'exposition Cinq siècles d'art espagnol du musée du Petit Palais d'octobre 1987 à janvier 1988.